# Romans d’Isonzo
Romans d’Isonzo (friuli nyelven: Romans dal Lusinç) település Olaszországban, Friuli-Venezia Giulia régióban, Gorizia megyében. Lakosainak száma 3622 fő (2023. január 1.). Romans d’Isonzo Gradisca d'Isonzo, Mariano del Friuli, San Vito al Torre, Villesse, Medea és Campolongo Tapogliano községekkel határos.

## Népesség
A település lakossága az elmúlt években az alábbi módon változott:
| Lakosok száma | 3711 | 3717 | 3622 |
|               | 2017 | 2018 | 2023 |